# Admiral Tribuc (cacciatorpediniere)
L'Admiral Tribuc è un cacciatorpediniere lanciamissili della classe Udaloj, varato nel 1983 per l'allora Marina militare sovietica e ancora in servizio con la moderna Marina federale russa.

## Storia

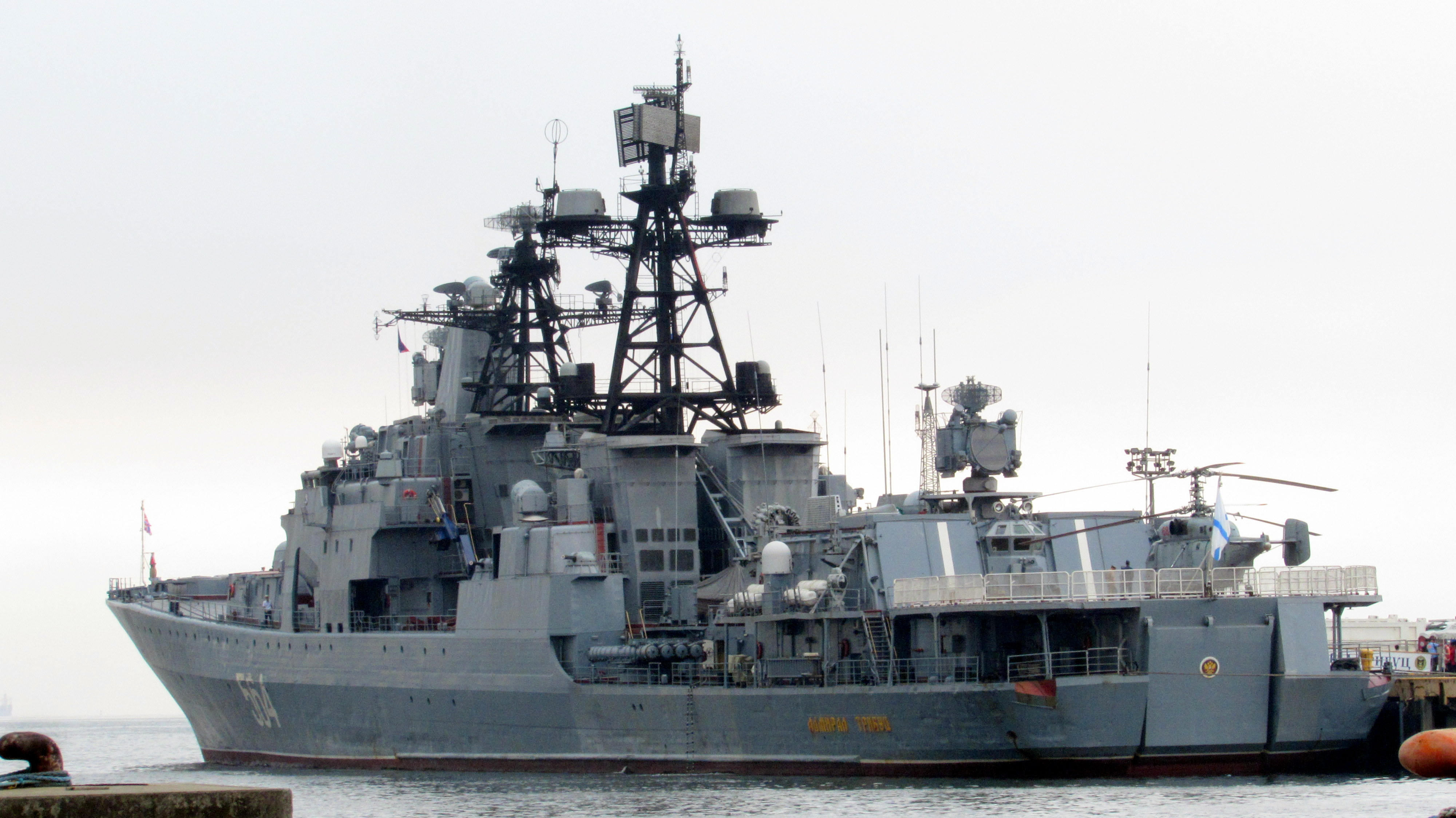
Il Tribuc nel 2017 visto di poppa

Impostata il 19 aprile 1980 nei cantieri A.A. Zhdanov dell'allora Leningrado, la nave venne varata il 26 marzo 1983 con il nome di Admiral Tribuc in onore dell'ammiraglio Vladimir Tribuc, comandante della Flotta del Baltico sovietica durante la seconda guerra mondiale.
La nave entrò in servizio il 30 dicembre 1985, per poi raggiungere Vladivostok dove il 15 febbraio 1986 fu ufficialmente assegnata in forza alla Flotta del Pacifico, inserita all'interno della 183ª Brigata unità anti-sommergibili. La nave compì due crociere addestrative nell'oceano Indiano, la prima nel 1987 con tappa nel porto di Aden nell'allora Yemen del Sud e la seconda nel 1990 con tappa a Penang in Malaysia; tra il 5 dicembre 1992 e il 23 maggio 1993, dopo il passaggio alla Marina della Russia, invece il cacciatorpediniere svolse missioni di mantenimento della pace e sorveglianza nell'area del Golfo Persico. Nel marzo 1994 il Tribuc fu messo ai lavori nel cantiere Dalzavod a Vladivostock; i lavori di modernizzazione dell'unità proseguirono poi fino al marzo 2003.
Rientrato in servizio, tra il 10 e il 15 febbraio 2004 il Tribuc, in coppia con l'incrociatore Varâg, visitò il porto sudcoreano di Incheon per celebrare il centenario della battaglia della baia di Chemulpo, atto di apertura della guerra russo-giapponese del 1904-1905. Nel 2005 il cacciatorpediniere prese parte a esercitazioni militari congiunte con le forze armate dell'India nell'oceano Indiano, visitando poi i porti di Tanjung Priok in Indonesia, Singapore, Sattahip in Thailandia, Đà Nẵng in Vietnam, Victoria nelle Seychelles e Klang in Malaysia; in seguito, partecipò a manovre con gli incrociatori Moskva e Pëtr Velikij nonché a esercitazioni congiunte con la Forza di autodifesa marittima giapponese in coppia con il cacciatorpediniere Admiral Panteleyev.
Dopo una visita a Ho Chi Minh in Vietnam nell'aprile 2012, l'unità partecipò poi insieme ai cacciatorpediniere Admiral Vinogradov e Maršal Šápošnikov a manovre di addestramento congiunte con le navi della Marina popolare cinese.